# Smart-Teleskop
Smart-Teleskope sind automatisierte Teleskope, die durch Integration digitaler Bildverarbeitung, automatischer Himmelsnavigation und App-Steuerung eine einfache Beobachtung und Astrofotografie ermöglichen. Sie kombinieren Optik mit Elektronik und Software, um Vorgänge wie Objektsuche, Nachführung und Bildverarbeitung zu automatisieren. Einsatzgebiete sind Amateurastronomie, Astrofotografie, Bildungsbereich, öffentliche Sternwarten und wissenschaftliche Laienforschung.

## Geschichte und Entwicklung
Die Entwicklung der Smart-Teleskope begann im frühen 21. Jahrhundert, als Fortschritte in der Mikroelektronik, digitalen Bildverarbeitung und Softwareautomatisierung neue Möglichkeiten für die Astronomie eröffneten. Erste Modelle kamen ab etwa 2015 auf den Markt, mit einem Fokus auf Einsteigerfreundlichkeit und automatisierte Himmelsnavigation. Besonders die Firma Vaonis mit ihrem Modell Stellina (ab 2017) und Unistellar mit dem eVscope (ab 2018) prägten die Entwicklung durch die Kombination von optischem Teleskop, integrierter Kamera und App-Steuerung.

## Vorteile und Nachteile
Smart-Teleskope bieten eine Reihe von Vorteilen. Dazu zählen die einfache Bedienung durch automatisierte Himmelsnavigation, die Integration von Kamera und Bildverarbeitung sowie die Möglichkeit, Astrofotos ohne tiefgehende technische Kenntnisse zu erstellen.
Zu den Nachteilen zählen die höheren Anschaffungskosten im Vergleich zu einfachen, klassischen Teleskopen sowie die begrenzte Flexibilität bei individuellen Einstellungen und Upgrades. Außerdem können Smart-Teleskope bei sehr lichtverschmutzten Standorten oder extremen Bedingungen in ihrer Leistung eingeschränkt sein. Die Abhängigkeit von Software und Elektronik stellt zudem einen möglichen Schwachpunkt dar, da Fehlfunktionen oder veraltete Firmware den Betrieb beeinträchtigen können.